# Саша Јеленковић
Саша Јеленковић (Зајечар, 8. август 1964) српски је песник.

## Биографија
Дипломирао на групи за општу књижевност и теорију књижевности на Филолошком факултету у Београду.
Био је уредник за поезију у „Књижевној речи“ и „Речи“, и секретар редакција у часописима „Источник“ и „Поезија“ од 1992. до 1999. године, а кратко време и уредник часописа „Развитак“.
Песме су му превођене на енглески, немачки, француски, италијански, румунски, кинески, словеначки и објављиване у иностраним часописима и антологијама.
Члан је Српског ПЕН центра и Српског књижевног друштва.

## Награде и признања
- „Матићев шал“ (за књигу Непријатна геометрија)
- „Милан Ракић“ (за књигу Оно што остаје)
- „Васко Попа“ (за књигу Књига о срцу)
- За синопсис романа Из једне у другу глад добио је књижевну стипендију Борислав Пекић.
- Добитник је награде Златни библиотекар коју додељују Библиотека града Београда и Радио телевизија Србије за популарисање књиге и културе читања.
- Дисова награда за целокупно песничко дело.
- Златна струна

## Дела
- Непријатна геометрија (1992)
- Оно што остаје (1993)
- Херувимске тајне (1994)
- Краљевска објашњења (1998)
- Књига о срцу (2002)
- Елпенорова писма (2003)
- Елпенорово буђење (2004)
- Елпенори (2006).
- Књига о сумњи (2010)
- Гола молитва (2013)
- Педесет (2014)
- Сећања почињу после смрти (2017)
- Гибралтар (2018)
- Изабране песме (2019)